# Leeuwarder Auto Bedrijf

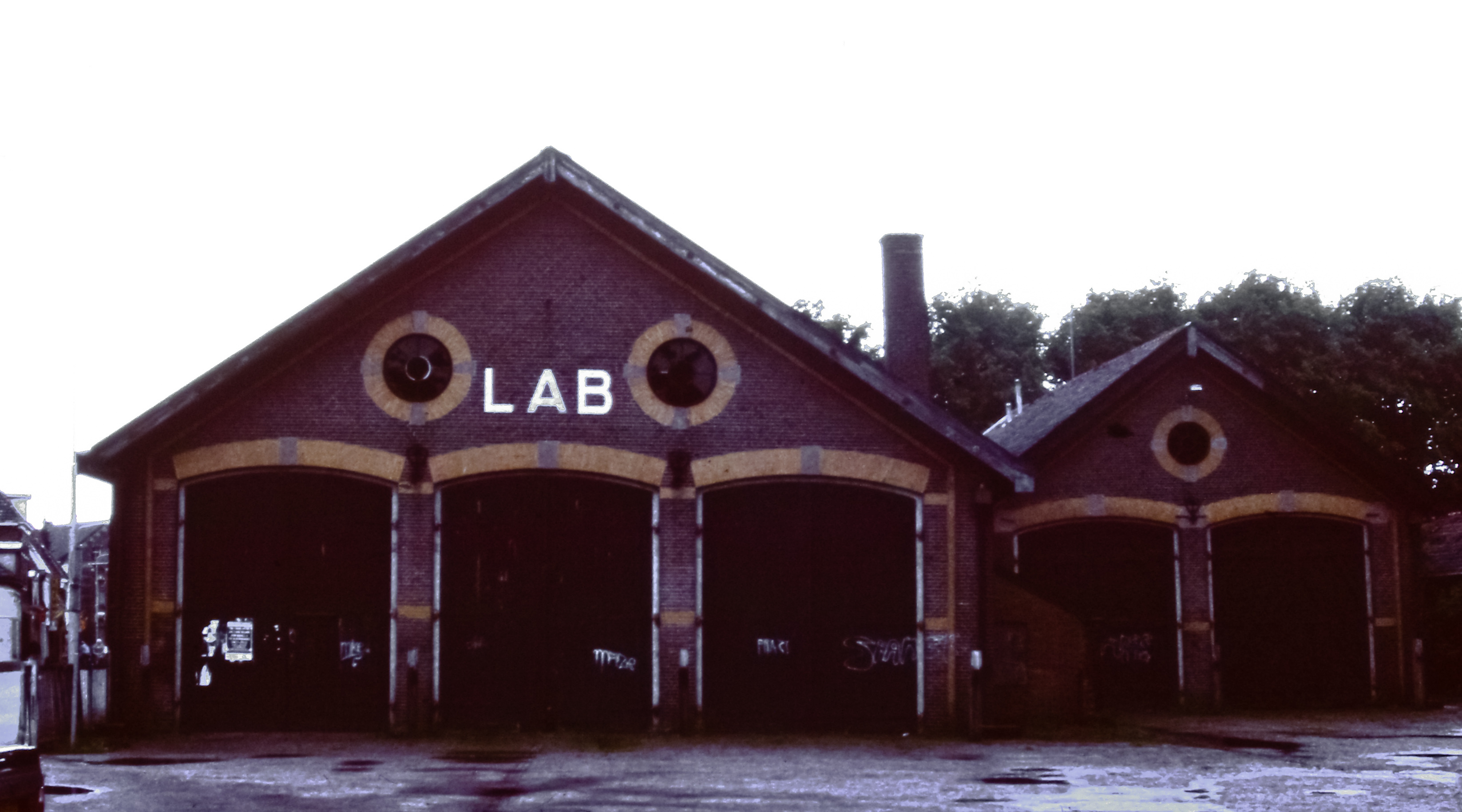
LAB stalling te Bolsward

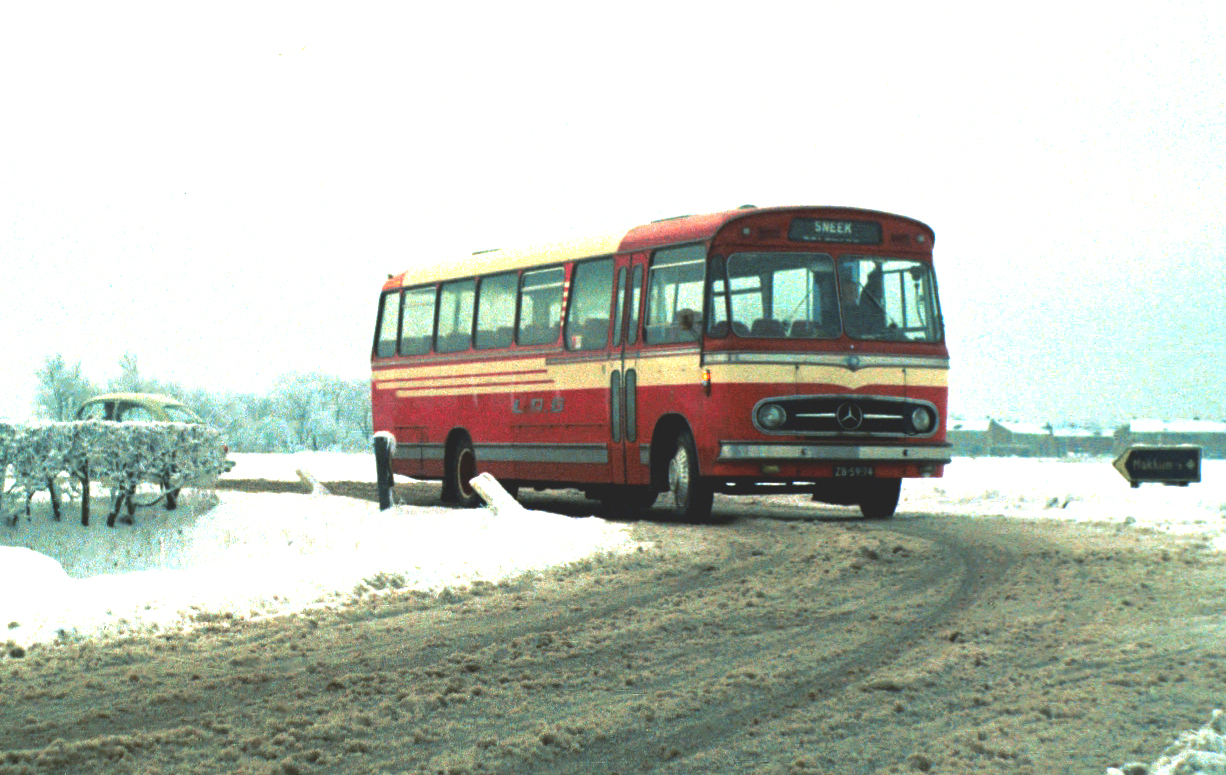
LAB-bus 2 (Mercedes-Benz met Hainje-carrosserie, bouwjaar 1965) bij Makkum.

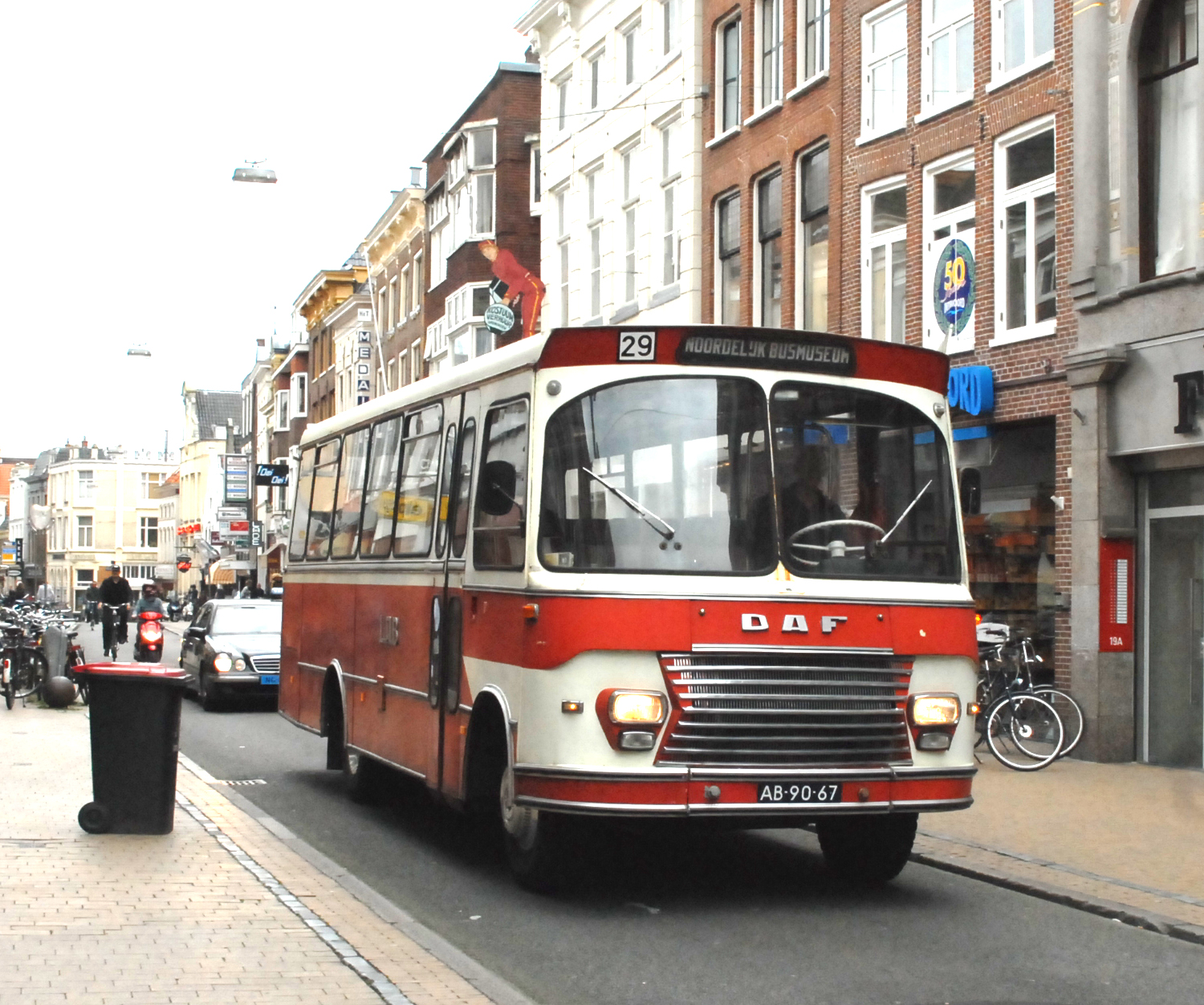
LAB-bus 17 uit 1968, thans museumbus.

De V.o.f. Leeuwarder Auto Bedrijf (LAB) te Leeuwarden was een particulier bedrijf dat van 1920 tot 1971 openbaar vervoer per autobus verzorgde in het westelijk deel van de provincie Friesland.
- Dit bedrijf is niet de Leeuwarder Auto Bus Onderneming (LABO), ook te Leeuwarden, die in dezelfde periode het openbaar vervoer verzorgde in het noordwestelijk deel van Friesland.

## Geschiedenis
Oprichter was Frans Kimp, die vanaf 1920 met één bus groepsvervoer verrichtte en in 1923 lijndiensten startte van Leeuwarden naar Holwerd (in aansluiting op de veerboot naar Ameland) en Sneek. Er kwamen twee compagnons bij, zodat de firma in 1927 Kimp, De Waard & Boontje ging heten, maar al snel werd de naam Leeuwarder Auto Bedrijf (Fries: Ljouwerter Auto Bedriuw) gebruikt. Oprichter Kimp verliet het bedrijf in 1929.
Door overname van een aantal andere busondernemingen (als laatste de fa. Boonstra te Wommels in 1941) en een lijnenruil met de NTM in 1949 kreeg het LAB-vervoergebied zijn uiteindelijke vorm in de vierhoek Harlingen / Leeuwarden / Sneek / Makkum, naar het westen begrensd door het IJsselmeer. De lijn naar Holwerd (- Ameland) viel daar buiten; deze was in 1942 overgedragen aan de NOF te Dokkum.
Door LAB-gebied reed na de opening van de Afsluitdijk ook de buslijn van NS-dochteronderneming ATO van Leeuwarden via Harlingen naar Alkmaar met een zijtak vanaf Heerenveen via Sneek. Na de Tweede Wereldoorlog werden deze lijnen, ondanks protest van LAB en LABO, overgedragen aan twee andere NS-dochters, NTM en NACO, die daarmee twee hoofdverbindingen binnen het aan de LAB toegewezen vervoergebied beheersten.
In de naoorlogse jaren consolideerde zich de positie van de LAB en verzorgde dit bedrijf vanuit vestigingen in Leeuwarden en Bolsward de lijndiensten met ongeveer 35 autobussen en 65 personeelsleden. Naast het streekvervoer was de LAB ook actief als touringcarbedrijf en had zich met de andere Friese vervoerders NTM, NOF, ZWH en LABO aangesloten bij de reisorganisatie Cebuto.
Op 1 april 1971 ging de LAB, met LABO, NOF en NTM, op in het fusiebedrijf FRAM via een constructie waarbij de LAB eerst overging naar de LABO, die zelf was overgenomen door NS-dochter NOF. Het personeel trad in dienst van de nieuwe onderneming. Ook 34 LAB-bussen van de merken Mercedes-Benz, DAF en Leyland en voor het merendeel met carrosserieën van de Friese busbouwers Hainje en Smit Joure werden door de FRAM overgenomen.
Thans worden alle vroegere LAB-lijnen geëxploiteerd door concessiehouder Arriva.

## Museumbus
In de collectie van het Nationaal Bus Museum in Hoogezand bevindt zich de vroegere LAB-bus 17, een DAF B1300 met carrosserie Smit Joure, gebouwd in 1968.